# Don Gilet
Don Gilét (* 17. Januar 1967 in Walsall) ist ein britischer Schauspieler.

## Leben
Gilét wuchs im Walsaller Stadtteil Caldmore auf und studierte nach dem Schulabschluss an der Mountview Academy of Theatre Arts in London.
Er tritt seit 1993 als Schauspieler in Erscheinung und wirkt vorwiegend in Fernsehfilmen und Fernsehserien seiner Heimat mit, so in Casualty, The Bill, EastEnders, Inspector Barnaby, Father Brown oder Silent Witness. In der kurzlebigen Krimiserie 55 Degrees North verkörperte er neben Dervla Kirwan eine der Hauptrollen als DS Dominic „Nicky“ Cole.
Anfang 2024 wurde bekanntgegeben, dass Gilét als DI Mervin Wilson der neue leitende Polizeiermittler in der Krimiserie Death in Paradise wird und ab der 14. Staffel Ralf Little als DI Neville Parker ablöst. Wie schon Little hatte auch Gilét zuvor schon in anderer Gastrolle in der Serie mitgewirkt: als Verwalter Andre Morgan in der ersten Folge der vierten Staffel, Der Mann, den es nie gab.
Gilét hat zwei ältere Schwestern. Er lebt mit seiner Frau, der Schauspielerin und Autorin Tracy Whitwell, sowie dem gemeinsamen Sohn in Bedfordshire.